# Nicki Bille Nielsen
Nicki Niels Bille Nielsen (Vigerslev, 7 februari 1988) is een Deens voetballer die doorgaans speelt als spits. In juni 2020 tekende hij voor Værebro BK. Bille Nielsen maakte in 2013 zijn debuut in het Deens voetbalelftal. Hij is de neef van voetballer Daniel Wass.

## Clubcarrière
Bille Nielsen speelde in de jeugd van BK Hellas, Rikken, KB en BK Frem en bij die laatste club brak hij ook door. In 2006 kwam hij bij Reggina terecht, waar hij speelde onder Walter Mazzarri en hij werd door die club verhuurd aan Martina en Lucchese. Beide clubs gingen failliet terwijl hij er speelde en zo keerde hij terug naar Denemarken, waar hij ging spelen voor FC Nordsjælland. Bille Nielsen kwam in het seizoen 2009/10 tot acht doelpunten. Villarreal haalde hem daarop naar Spanje. Hier speelde hij vrijwel niet en een verhuurperiode bij Rayo Vallecano leverde ook niets op. Voor Elche speelde hij een seizoen met twaalf doelpunten en daarmee verdiende hij een transfer naar Rosenborg BK, waar hij op 3 januari 2013 een vierjarige verbintenis ondertekende. In 2014 maakte Bille Nielsen de overstap naar het Franse Évian TG. Na een seizoen keerde hij terug naar Denemarken, waar hij ging spelen voor Esbjerg fB. Een groot succes werd dat niet, want na een half jaar verkaste de spits alweer. Hierop ondertekende hij een contract tot medio 2018 bij Lech Poznań. Twee jaar later werd Panionios zijn nieuwe werkgever. Medio 2018 haalde Lyngby BK Bille Nielsen terug naar Denemarken. Drie maanden en evenzoveel competitiewedstrijden later verliet hij de club weer. Hierop speelde hij in 2019 voor Ishøj IF en in de zomer van 2020 tekende hij bij Værebro BK.

## Interlandcarrière
Bille Nielsen debuteerde op 14 augustus 2013 in het Deens voetbalelftal. Op die dag werd er met 3–2 verloren van Polen. De aanvaller was door bondscoach Morten Olsen op de bank gezet en mocht in de rust invallen voor Nicklas Pedersen. Zijn eerste doelpunt viel op 15 oktober 2013 tijdens een 6–0 overwinning op Malta.
| Interlands van Nicki Bille Nielsen voor Denemarken | Interlands van Nicki Bille Nielsen voor Denemarken | Interlands van Nicki Bille Nielsen voor Denemarken | Interlands van Nicki Bille Nielsen voor Denemarken | Interlands van Nicki Bille Nielsen voor Denemarken | Interlands van Nicki Bille Nielsen voor Denemarken | Interlands van Nicki Bille Nielsen voor Denemarken |
| №                                                  | Datum                                              | Wedstrijd                                          | Uitslag                                            | Competitie                                         | Goals                                              |                                                    |
| Als speler bij Rosenborg BK                        | Als speler bij Rosenborg BK                        | Als speler bij Rosenborg BK                        | Als speler bij Rosenborg BK                        | Als speler bij Rosenborg BK                        | Als speler bij Rosenborg BK                        | Als speler bij Rosenborg BK                        |
| -------------------------------------------------- | -------------------------------------------------- | -------------------------------------------------- | -------------------------------------------------- | -------------------------------------------------- | -------------------------------------------------- | -------------------------------------------------- |
| 1                                                  | 14 augustus 2013                                   | Polen – Denemarken                                 | 3 – 2                                              | Vriendschappelijk                                  |                                                    |                                                    |
| 2                                                  | 10 september 2013                                  | Armenië – Denemarken                               | 0 – 1                                              | WK 2014 kwalificatie                               |                                                    |                                                    |
| 3                                                  | 15 oktober 2013                                    | Denemarken – Malta                                 | 6 – 0                                              | WK 2014 kwalificatie                               | 84'                                                |                                                    |

Bijgewerkt op 6 mei 2025.